# USS LST-396
O USS LST-396 foi um navio de guerra norte-americano da classe LST que operou durante a Segunda Guerra Mundial.